# Dervla Murphy
Dervla Murphy (Lismore, 28 novembre 1931 – 22 maggio 2022) è stata un'avventuriera irlandese che ha intrapreso molti viaggi lunghi (da casa verso l'India, la Cina, l'Africa, ecc.) a piedi o in bicicletta, a volte con sua figlia Rachel.
Dai suoi viaggi ha scritto dei libri, con il cui ricavato intraprende altri viaggi. La sua attività lavorativa era quella dell'infermiera, ma si è poi dedicata ai viaggi d'avventura.
Inizia a farsi conoscere con il libro Full Tilt: Ireland to India With a Bicycle (1965) che racconta del viaggio in bici intrapreso attraverso Europa, Iran, Afghanistan, Pakistan e India.
Murphy di solito viaggiava da sola e senza alcun aiuto esterno talvolta ritrovandosi in situazioni di pericolo.

## Opere
- Full Tilt: Ireland to India With a Bicycle, 1965.
- Tibetan Foothold, 1966.
- The Waiting Land: A Spell in Nepal, 1967.
- In Ethiopia with a Mule, 1968.
- On a Shoestring to Coorg: An Experience of South India, 1976.
- Where the Indus is Young: A Winter in Baltistan, 1977.
- A Place Apart, 1978.
- Wheels Within Wheels (autobiography), 1979.
- Race to the Finish? The Nuclear Stakes, 1982.
- Muddling through in Madagascar, 1985.
- Changing the Problem: Post-forum Reflections, 1985.
- Ireland, Orbis, 1985.
- Eight Feet in the Andes: Travels With a Mule in Unknown Peru, 1986.
- Tales From Two Cities: Travels of Another Sort, 1987.
- Cameroon With Egbert, 1990.
- Transylvania and Beyond, 1993.
- The Ukimwi Road: From Kenya to Zimbabwe, 1995.
- Visiting Rwanda, 1998.
- South From the Limpopo: Travels Through South Africa, 1999.
- One Foot in Laos, 2001
- Through the Embers of Chaos: Balkan Journeys, 2003.
- Through Siberia by Accident, 2005.
- Silverland: A Winter Journey Beyond the Urals, 2006
- The Island That Dared, 2008 (Travels in Cuba)